# リウェイウェイ・ホールディングス
リウェイウェイ/リワイワイ・ホールディングス（英語: Liwayway Holdings Company Limited、中国語:上好佳）は、Oishiとしてビジネス展開を行うフィリピンを拠点とするスナック菓子会社である。本社は、マニラ首都圏のパサイ市にある。2013年現在、同社はカルロス・チャン (英語: Carlos Chan, 中国語: 施恭旗) が率いている。フォーブスのラッセル・フランネリーは、「Oishiのスペルは、日本語でおいしいを意味するOishiiによく似ている」と書いている。
Oishiは1946年にリウェイウェイとして創業したが、当初はコーンスターチを再梱包するビジネスを家族経営で行っていた。リウェイウェイという社名が選ばれたのは、第二次世界大戦後のフィリピンの楽観主義を反映させたからであった。同社は、1966年までには、スターチに加え、基礎商品、コーヒー、菓子類の提供を行っていた。リウェイウェイは、1966年に会社組織化して、リウェイウェイ・マーケティング・コーポレーション（Liwayway Marketing Corporation、LMC）となった。カルロス・チャンとマヌエル・チャン（英語: Manuel Chan）の兄弟は、同時に会社の経営側に回った。チャン兄弟の両親は、中国福建省からフィリピンへ移民として渡った。カルロスは、マヌエルの兄である。同社は、1974年にOishi Prawn CrackersとKirei Yummy Flakesの提供を始めた。同社は、日本の技術を商品製造に使用したと主張している。

## 中国
同社の中国支社は1993年に設立され、本部は上海市青浦区に置かれている。
会社の資産は、中国でのビジネスを行って以降拡大し始めた。中国での提供を向上させるため、同社は中国で工場ネットワークを確立させた。Oishiは、1996年に「上海の有名なブランド」に認定された。カルロス・チャンは、上海市への寄与に対し白木蓮賞金賞 (Magnolia Gold Award) を1998年に授与された。上海市は、2005年にカルロス・チャンを名誉市民とした。2013年8月、カルロス・チャンは5億ドルの資産を保有しており、同月のフォーブスにおけるフィリピンの富豪第25位に掲載された。
インターリンク・ダイレクト社（英語: Interlink Direct Ltd、中国語:億達行）は、中国市場の製品をイギリスに輸入している。